# Ramón González Sicilia
Ramón González Sicilia y de la Corte (Sevilla, 1885-Ciudad de México, 1963) fue un catedrático y político español.

## Biografía
Se licenció en Historia y Derecho por la Universidad de Sevilla. Fue profesor numerario de las Escuelas Normales de Maestros de Sevilla y de Albacete. Profesor auxiliar del Instituto de Segunda Enseñanza de Sevilla.
Político masón, estuvo afiliado a la logia "Isis y Osiris" de Sevilla, a la que también pertenecía Diego Martínez Barrio.
Afiliado al Partido Republicano Radical, en 1931 fue elegido como diputado a Cortes por la circunscripción de Sevilla (capital) durante la Segunda República. Fue elegido también en 1933 por Unión Republicana, formando parte del Frente Popular en las elecciones de 1936, cuando ganó de nuevo su escaño, esta vez por la provincia.
Fue gobernador civil de Sevilla, subsecretario de Instrucción Pública y director general de Primera Enseñanza.